# 秘書課ドロップ
『秘書課ドロップ』（ひしょかどろっぷ）は、春輝による日本の漫画作品、及び漫画を原作とする小説（後日談）、アニメ、ドラマ。漫画は、竹書房の『月刊Dokiッ!』に連載。

## あらすじ
三流大学出身の後台大輔は手違いで一流企業に採用され、一癖あるが美人で誘惑してくる第二秘書課（ドロップ組）の女性社員らに翻弄されていく。

## 登場人物

### 主人公
後台 大輔（ごだい だいすけ）
福富商事秘書課配属社員。雑用係。掃除係。
三流大学出身だが、人事部のミスで採用された。
とても流されやすい性格。なんの取柄もない青年。京子の彼氏。不器用。

### 女性
榎本 沙織（えのもと さおり）
重役担当。福富商事第二秘書課配属社員。超マイクロミニスカート制服。セミロング。
面倒見がよく、家庭的な雰囲気を漂わせている。紅茶。
実は社長の隠し子で大株主。京子や瑠奈や仁美とは異母姉妹。次女。
巨乳スレンダー。大輔の憧れの女性。
金田 京子（かねだ きょうこ）
福富商事第二秘書課チーフ。
姉御的存在。桃川以外の男なら誰でも性的関係を持とうとする。緑茶。ロングヘア。赤い髪。白いスーツ。白い超マイクロミニスカート。ミニワンピース。
実は社長の隠し子。沙織や瑠奈や仁美とは異母姉妹。長女。
巨乳スレンダー。大輔と入社歓迎エッチをする。持ち前の色気で大輔を誘惑するお姉さま。
杉崎 瑠奈（すぎさき るな）
情報管理部担当。福富商事第二秘書課配属社員。超マイクロミニスカート制服。ツインテール。
ツンデレな性格。物真似とパソコンのハッキングが得意。ドイツ語が堪能。趣味は裁縫。コーヒーをエスプレッソ。
実は社長の隠し子。沙織や京子や仁美とは異母姉妹。四女。
SとMを兼ね備えている。
中里 仁美（なかざと ひとみ）
警備部担当。福富商事第二秘書課配属社員。超マイクロミニスカート制服
秘書課一の爆乳で、短い髪型が特徴。格闘技が得意。ココア。砂糖6杯。ボーイシュ。
実は社長の隠し子。沙織や京子や瑠奈とは異母姉妹。三女。
食欲旺盛な関西弁娘。奔放な振る舞いで大輔を振り回す。
桜崎 佳代（さくらざき かよ）
福富商事第一秘書課チーフ。黒いスーツ。黒い超マイクロミニスカート制服。ロングヘア。黒い髪。
プライドが高く、強気な性格。巨乳スレンダー。
桶川佳奈江の妹。。
美沙子（みさこ）
福富商事の取引先の社長の娘。ショートカット。名門女子校のセーラ服。超マイクロミニスカート。
1年前に父親が福富商事との契約を打ち切られ、名門女子校を中退してアルバイト漬けになっている。
巨乳スレンダー。
桶川 俊一（おけがわ しゅんいち）
佳奈江の夫。不器用。心臓発作でなくなった。
桶川 佳奈江（おけがわ かなえ）
起業家の未亡人。夫・俊一には秘書として支えていた。和服。髪はアップ。うなじが美しい。
桜崎佳代の姉。巨乳スレンダー。

### その他
大森（おおもり）
福富商事人事部部長。
桃川の命令に逆らえない立場。
桃川（ももかわ）
福富商事取締役で海外事業部部長。
次期社長候補と言われている。株を集めるために大株主の沙織がいる第二秘書課に目をつけている。
福富（ふくとめ）
福富商事社長。
自由気まま自由勝手なワンマン経営者。
社長でありながら、ホームレスのような風貌で、ホームレスたちと飲んだくれをしている。
小林（こばやし）
副部長。

## 書誌情報
- 春輝『秘書課ドロップ』竹書房〈バンブーコミックス DOKI SELECT〉、全3巻
  1. 2006年7月17日発行、『月刊ドキッ！』2005年10月号 - 6月号掲載作品、ISBN 978-4-812-46473-1
  2. 2007年6月17日発行、『月刊ドキッ！』2006年7月号 - 2007年2月号掲載作品、ISBN 978-4-812-46590-5
  3. 2008年1月17日発行、『月刊ドキッ！』2007年4月号 - 6月号、8月号 - 12月号掲載作品、ISBN 978-4-812-46775-6
- 春輝『秘書課ドロップ ミックス』竹書房〈バンブーコミック DOKI SELECT〉、全1巻
  1. 2009年12月11日発行、『近代麻雀増刊コミックマーブル』2009年vol.8 -  vol.12、『月刊ドキッ！』2009年6月号 - 9月号掲載作品、ISBN 978-4812471951

## 小説
2008年10月24日に竹内けんにより、漫画の後日談を主とした内容とする小説『秘書課ドロップ オフィスはご奉仕パラダイス!』が発売。

## アダルトアニメ
2012年5月25日に『秘書課ドロップ THE ANIMATION』がピンクパイナップルからリリースされている。
サブタイトル
1. 秘書課の日常
2. 危険な歓迎会
3. 秘書課ドロップ

スタッフ
- 監督：斉藤道三
- キャラクターデザイン - KUMA
- シナリオ：小鳥遊ことり
- アニメーション：グラム
- 製作：ピンクパイナップル

### 主題歌
オープニングテーマ
- 「恋愛ドロップ」

- 歌手：Azalea、作詞：広瀬ことみ、作曲：Take-C.Temple。

エンディングテーマ
- 「Sweets Cat」

- 歌手：白川りさ、作詞・作曲：飯塚博。

## テレビドラマ
性的描写を修正したテレビ放送バージョンと完全バージョンを収録したオリジナルビデオとして、2008年にDVDが竹書房から先行発売。その後、テレビ放送バージョンが、WOWOW191chで放送。
- 『秘書課ドロップ 〜秘密の花園、第二秘書課〜』（2008年10月24日発売）[18]
- 『秘書課ドロップ 〜美しき愛の砦〜』（2008年11月21日発売）[19]

キャスト
- 榎本沙織：Rio
- 後台大輔：津田篤
- 杉崎瑠奈：持田茜
- 中里仁美：若菜ひかる
- 金田京子：宝月ひかる
- 桃川：ホリケン。
- 桜崎佳代：鈴木茜

スタッフ
- 監督：廣田幹夫
- 製作：伊藤明博
- 脚本：廣田幹夫、岡田有紀
- 原作：春輝
- プロデューサー：増子恭一、真銅努、久保和明
- 製作：竹書房